# Charlotte Albrecht (Schauspielerin, 1864)

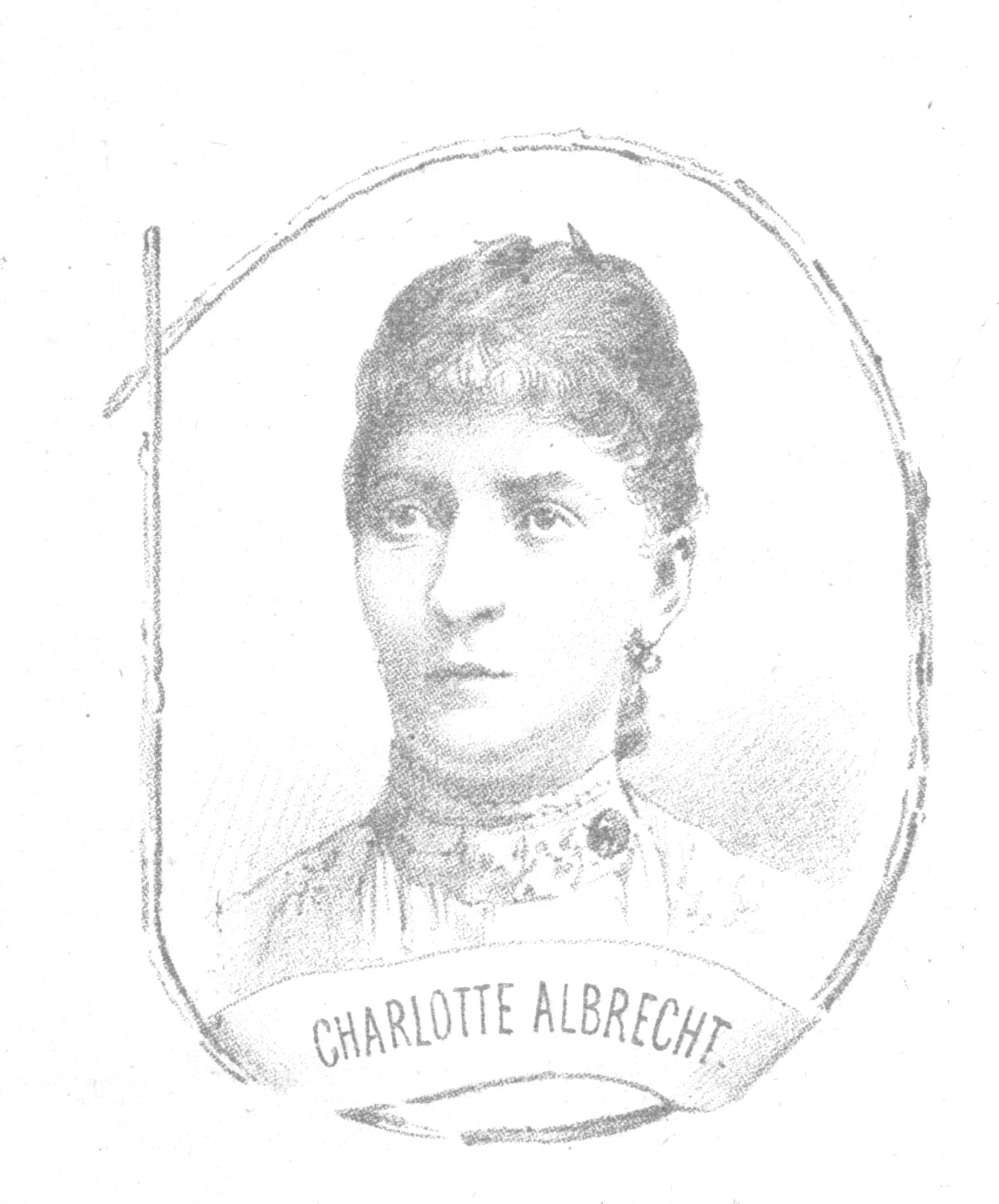
Ignaz Eigner: Charlotte Albrecht

Charlotte Albrecht (* 3. Februar 1864 in Wien; † nach 1891) war eine österreichische Theaterschauspielerin.

## Bühnenlaufbahn
Im Mai 1883 debütierte sie als „Gretchen“ und als „Louise“ in Prag am dortigen Landestheater. 
1885 wurde sie Mitglied des Grazer Landestheaters, wo sie bis 1889 blieb. Danach folgte ein Engagement am deutschen Volkstheater in Wien (1890 und 1891). Bald danach beendete sie ihre Theaterlaufbahn.
Ihre Schwester Hermine Albrecht war ebenfalls Schauspielerin.